# 산삼
산삼(山蔘)은 한반도, 만주 남부, 연해주 일부 지역에 자생하는 여러해살이풀이다. 산삼은 사람의 손을 거치지 않은 자연산 고려인삼으로 한국어 고유 명칭은 심, 방추 등이 있다. 산삼을 정의하는 기준은 사람의 손을 거친 정도에 따라 나뉜다. 산삼의 자생 영역은 과거 고구려 영토와 비슷하다. 한국 왕조의 자체 수요용으로 쓰였으며 이는 백성들에 대한 가렴주구로 이어지게 되었고, 결과적으로 재배 인삼의 탄생을 부추기게 된다. 산삼에 대한 기록은 중국에 처음으로 나타나며 한국, 일본에도 기록이 전해진다. 산삼은 매우 느린 속도로 자라며, 씨를 섭취한 새의 배설물이 땅에 떨어져 싹이 트고 이후 여러 해에 걸쳐 잎과 줄기의 개수를 늘리면서 뿌리를 깊이 드리워 간다. 생장에 위협을 주는 환경 하에서 자기 치료를 위한 휴면(동면) 상태에 돌입하는, 아직은 검증되지 않은 특이한 생존법을 지니고 있기도 하다. 산삼은 그 개체수가 매우 적기 때문에 과학적으로 생태나 효능에 대한 자세한 학문이 정립되어 있지 않다. 따라서 그 효능에 대해 주술적, 미신적이고 과장된 평가가 내려지기도 하며, 수령이나 진품 여부, 채집 장소 등이 논란의 주제로 떠오르기도 한다.산에서 자라면 산 산 한자를 넣어 산삼,사람의 손에서 자라면 사람 인 한자를 넣어 인삼이라 부른다.인삼과 산삼의 잎은 초록색의 잎이 다섯개로 되어있고,잎 가운데에는 빨간색 열매가 있다.

## 개념
인삼 재배가 활성화되기 전 기록물에 나타난 인삼은 산삼과 같은 의미로 사용된 용어이다. 그러나 인삼이 조선 후기 상품 작물로 재배되기 시작하면서, 사람의 손을 거치지 않은 자연산 인삼은 산삼이라는 이름으로 독립적인 개념을 얻게 된다. 자연산 인삼은 동북아시아의 고려인삼, 북아메리카 일부 지방의 미국인삼, 중국 일부 지역의 인삼 등으로 나뉘나, 한국에서 산삼이라고 부르는 대상은 위 셋 중 자연산 고려인삼만을 가리키기 때문에, 본 문서도 자연산 고려인삼만을 대상으로 삼고 있다. 이하 산삼으로 표기한 명칭들은 원문에는 인삼으로 표시되어 있는 경우가 많으나 임의로 통일시켜 표기했다.
산삼의 한국 고유 명칭은 심이지만 어원과 유래는 알려지지 않고 있다. 이 심이라는 명칭은 《동의보감》, 《방약합편》, 《제중신편》 등의 의학서에 일관되게 등장하고 있다. 심마니의 '심'이 산삼을 일컫는 명칭일 것으로 추측된다.
이외에 함경남도의 심마니들은 산삼을 방추, 방초로 부르는데 이는 한자어 방초(芳草)에서 온 말로 보인다.
보통 대한민국의 산삼 관련 서적들에서 산삼을 정의하는 기준은 뚜렷하지 않다. 다만 산삼은 사람의 손을 거치지 않은 것일수록 그 가치가 높고 본래의 산삼 뜻에 맞는데, 크게 다음과 같이 나눌 수 있다.
- 자연생 산삼: 다른 이름으로 조복삼(鳥腹蔘)으로도 부른다. 이는 사람이 아닌 새가 열매를 먹은 뒤 소화가 되지 않은 씨를 배설하고, 여기에서 싹이 돋아 자라는 경우를 말한다. 여기에도 구별이 있는데, 새가 자연생 산삼의 열매를 먹고 배설한 경우와 인삼 열매를 먹고 배설한 경우로 나뉜다. 전자를 심마니들은 천종(天種)으로 부르며 최상급으로 친다.
- 장뇌산삼: 사람이 산삼 씨를 채취한 뒤 생육 조건이 좋은 산에 뿌려 자연 상태에서 자라도록 방치한 뒤, 오랜 시간이 흐른 후 채집하는 것이었으나 대부분 해발고도가 낮은 지역에서 키워 효능이 떨어지지만 해발고도가 높은 지역에서 키운 삼은 효과가 크다. 외관은 자연생 산삼과 비교하기 힘들 정도로 비슷하다. 가격은 자연산의 5분의 1~10분의 1에 불과하다. 그러나 대부분의 성장 과정을 자연에 맡긴다는 점에서 산삼으로 분류된다. 서적에 따라서 장뇌삼을 산양 산삼의 의미로 사용하는 경우가 있다.
- 산양(山養) 산삼: 사람이 인삼씨를 채취한 뒤 산이 아닌 거주지 근처에서 작물처럼 키우는 것이었으나, 현재 산양산삼은 해발고도 700미터 이상에서 키우는 삼이 많아지고 있다. 산양산삼의 가치는 해발고도 700미터 이상에서 재배한것과 그 이하 고도에서 키운것인가에 따라 가치의 차이가 난다. 해발고도 700미터 이상에서 자란 산양삼은 천종산삼의 약 70% 정도 효능을 가진다. 해발고도가 낮은 지역에서 키운 삼의 가치는 앞의 둘에 비해 떨어진다. 서적에 따라서는 산양산삼을 산삼의 범주에서 빼는 경우가 있다.

## 역사
과거 산삼의 주산지는 중국 동북 3성 지역과 한반도, 연해주 일부였다. 특히 고구려의 영토는 앞의 지역들을 포함하고 있었기 때문에, 고려인삼은 고구려 판도 안에서만 서식하는 것이었다고 볼 수 있다. 만리장성이 세워지면서 중국 본토와 만주 일대 동북부의 교류는 끊겼고 이 상황은 한 무제 때까지 이어진다. 한나라가 고조선을 멸망시키고 그 자리에 한사군을 설치하면서 한반도 북부 및 만주 남부와 중국 본토의 교류가 시작되었고, 이 지방의 특산물이었던 산삼도 중국에 알려지게 된다. 이후 산삼은 중국과의 대표적인 거래품으로 자리잡게 된다. 중국은 한국을 대표적인 산삼의 주산지로 보았으며 각종 공물 목록에 산삼을 포함시키는 일이 많았다. 발해는 일본과의 외교 예물로 산삼을 보내기도 했으며, 이후 산삼은 예물이자 교역품으로 한국에서 일본으로 지속적으로 유입되었다.
이후 중국 및 고려 조정에서 요구하는 산삼의 양은 점차 많아졌고, 수량을 맞추기 위해 백성들은 고되게 산삼을 찾아나서야 했다. 할당량을 채우지 못한 백성들은 공납의 고통을 피하기 위해 도망치는 사태까지 생겼으며, 이런 와중에 산삼 채집의 수고를 덜고자 일부 주민들이 인위적으로 산삼 씨앗을 파종, 인삼 재배를 시작한 것으로 보인다. 이시진이 저술한 《본초강목》에는 14세기 말부터 개성에서 인삼을 재배했다고 기록하였는데, 이 시기를 기준으로 산삼이라는 개념이 인위적이라는 의미를 담고 있는 인삼으로부터 분리되어 나온 것으로 볼 수 있다.
그러나 인위적으로 기른 인삼과 산삼은 뚜렷한 구별 없이 조선시대에도 공납물품으로 취급되었다. 최남선의 《조선상식문답》에는 조선이 자연삼을 연간 수만 근 채취하여 일본과 중국 사이의 중개무역 물품으로 사용, 상인들이 막대한 부를 쌓게 만든 원동력이 되었다고 해설하고 있다.

## 문헌 기록

### 중국
가장 오래된 기록은 중국 문헌으로, 양나라 도홍경(陶弘景)이 지은 의학서적 《신농본초경집주》, 《명의별록》에 3국의 산삼을 언급하였다. 《양서 梁書》 본기(本記)에 무제(武帝) 때 백제 무령왕이 산삼을 조공으로 바쳤다는 기록이 있다. 진(陳)의 《국정백록 國政百錄》에는 고구려가 미역과 산삼을 보냈다는 기록이 나온다. 1123년 송나라 서긍의 《선화봉사고려도경》에도 "고려인삼은 고려 전역에서 나온다."라고 언급이 되어 있으며, 이 때의 인삼은 사람이 키운 것이 아닌 산삼이었음을 알 수 있다. 당나라 《책부원구》에는 627년 신라 진평왕이 고조에게 산삼을 바쳤다는 기록이 있다. 명나라 이시진이 1578년 쓴 《본초강목》에는 한국이 삼국 시대 때 자국에서 채취한 산삼을 중국에 수출하였다는 대목이 나온다.

### 한국
한국측 문헌으로 가장 먼저 산삼이 등장하는 곳은 김부식의 《삼국사기》로, 신라 소성왕 1년 길이가 9척이나 되는 산삼을 당나라에 진상하였으나 덕종이 보고 산삼이 아니라며 받기를 거절했다는 언급이 있다. 고려 고종 때의 《향약구급방》 중 〈방중향약목〉에 산삼을 한국 고유의 약재로 기록했다. 662년 문무왕 때 나당연합군 편성을 기리는 차원에서 산삼 200근을 당나라에 바쳤다는 기록이 있다. 1009년 현종 원년 아랍 상인들과 고려인들이 산삼을 거래하였다는 기록이 남아있다. 《세종실록지리지》에는 전국 329개의 군현 중 113개소가 산삼을 공납물로 바쳤다고 기록되어 있다.

### 일본
일본측 문헌으로 서기 739년 쇼무천황 11년, 발해 문왕이 국서와 산삼 30근을 도다이사(東大寺)에 보냈다는 기록이 있다.

### 서구권
유럽측의 기록에 처음으로 산삼이 언급되는 곳은 1692년 네덜란드 사람 니콜라스가 쓴 《동북달단기》이다. 이후 1714년 중국에 파견된 프랑스 신부 자톡스는 자신의 수기에 '달단인삼'을 언급하고 있는데, 이 달단인삼을 '당시 조선국에서 40리(16킬로미터)밖에 떨어지지 않은 부락에서 받은 것'이라고 서술했다. 그는 본인이 산삼 뿌리를 직접 먹어 보았으며 그 효능을 몸으로 확인했다고 기록했다. 자톡스는 주민들에게 받은 산삼의 효능과 위상을 서술하고 생김새를 그려 첨부, 프랑스 본국에 보냈다.

## 생태

### 서식지
산삼은 현화식물이자 피자식물로 한반도에는 중생대 후기(1억 년 ~ 3,500만 년 전)부터 살기 시작했다고 추측된다. 산삼의 조상은 동남아시아에서 태어나 전 세계로 퍼져 나갔으나 자연산 삼 상태로 남아 있는 종류는 동북아시아의 고려인삼과 중국 일부 지역, 북아메리카 일부 지역을 빼고는 없다.
자연산 고려인삼의 분포 지역은 한반도와 연해주 일부 지역, 동북 3성 남부 일대이다. 만주 지역은 북위 43~47도, 동경 117~143도로 백두산과 흑룡강 일대, 길림성이 여기에 해당된다. 과거에는 제주도와 전라남도 해안을 제외한 거의 전 국토에서 발견되었으나, 이후 개체수가 급격히 줄면서 북부 산악 지대 일부 및 강원도 고산 지대에서만 발견 사실이 보고되고 있다. 대한민국에서는 산간지역에서만 발견되는 것으로 보아 고산식물로 분류된다.

### 서식조건
서유구의 《임원십육지》(林園十六志) 내 〈관규지〉에 산삼이 자랄 수 있는 입지조건을 다음과 같이 기록하고 있다.
| “ | 너무 건조하지도 습하지도 않으며, 응달도 아니고 양달도 아닌 곳에서만 자란다. | ” |

위에 따르면 산삼이 자라기 위해서는 적당한 일조량과 적당한 수분을 포함한 토양이 동시에 갖추어져야 한다. 산삼은 직사광선을 받으면 잎이 금방 시들어 버린다. 이처럼 까다로운 생육 조건 때문에 산삼이 자랄 수 있는 장소는 극히 한정되어 있으며, 산삼 자체도 군집하여 자라지 않고 독립적으로 떨어져 한 개체씩 자라난다.
심마니들의 기준으로 산삼이 살 수 있는 입지조건의 기본은 '경사가 완만한 산 동쪽 방향에, 활엽수와 침엽수가 섞여 자라는 혼효림 지대에, 유기물질이 풍부한 토양'이다. 여기서 혼효림을 꼽는 이유는, 침엽수만 있는 곳은 햇빛을 제대로 받지 못하고, 활엽수만 있는 곳은 겨울 때 잎이 다 떨어질 경우 햇빛을 지나치게 받아 살 수 없기 때문이다. 이 둘이 섞여 있어야 햇빛의 과다함이나 부족함 없이 안정적으로 성장할 수 있다.

### 특징
산삼은 기본적으로 여러해살이풀이기 때문에 해를 거듭하면서 조금씩 자란다. 크게 지상부(줄기, 잎)와 뿌리로 나뉜다. 지상부와 뿌리를 노두가 나누고 있다. 노두 아래를 뿌리로 부르는데, 이 뿌리는 땅속줄기로 볼 수 있으며 약용으로 쓰는 부위이다. 뿌리는 수령이 찰수록 조금씩 성장하나 그 속도는 매우 느리다. 뿌리에는 보통 가락지로 부르는, 마디 비슷하게 생긴 횡추라는 구조가 형성이 된다.
산삼은 열보다는 냉기에 강하다. 보통 영하 15도 정도에도 버틸 수 있는데, 이는 산삼 뿌리를 이루는 체세포의 농도가 크기 때문이다. 질병에도 강하여 뿌리썩음, 탄저병, 무름 등에도 잘 걸리지 않는다. 특유의 강한 향기가 나는데, 이는 정유성분(精油成分)으로 불리는 특수한 물질 때문이라고 한다.

### 생장
자연 산삼 또는 인삼의 열매를 새가 먹은 뒤, 근처 삼림 지대에서 배설물을 뿌리면 나무 아래서 뿌리가 내리고 발아하게 된다. 새가 먹느냐 짐승이 먹느냐에 따라 산삼의 평가에 차등을 두기도 하는데, 새의 위장을 통과하면서 장 속의 화학적 작용으로 씨앗이 발아하기에 적합한 조건이 되기 때문이다. 보통 땅에 떨어진 씨앗이 발아하기까지는 2년이 걸린다고 한다. 발아한 뒤 삼대로 불리는 줄기가 나오며, 이 삼대에서 잎자루 1개가 돋는다. 잎자루에서는 3개의 잎이 나는데, 빛의 양에 따라 이 숫자는 줄어들 수 있다. 이상이 첫 해의 상황이고, 두 번째 해부터는 잎자루나 잎의 수가 늘어나기 시작한다.
매년 초봄에 일찍 새싹이 돋으며, 초여름에 뿌리가 부드러워지면서 무게가 줄어든다. 5월 중순 잎이 자라는 것을 멈춘다. 이 시기 황록색의 꽃이 30~50개 핀다. 열매는 6월에 열린 뒤 8월에 붉은 색으로 익는다. 씨앗은 콩팥 모양으로 2개가 열리며 색은 연한 우윳빛이다. 가을에는 잎과 줄기에 있던 영양분이 뿌리로 내려간 뒤 지상부는 시들어 떨어진다. 겨울에는 뿌리 부위만 남아 봄까지 기다린다.
산삼은 자라면서 1년에 1센티미터씩 더 깊게 땅 속으로 뿌리를 파고 내려간다. 그러나 15센티미터 정도 깊이 밑으로는 내려가지 않으며, 이 상태가 되면 지상부의 무게가 늘어나므로 하중을 견디기 위해 뿌리 부위는 수직 모양에서 지표면과 수평 방향으로 누워 자라게 된다. 가지 수와 잎이 많아질수록 지근이 촘촘하게 돋는데, 이는 무거워진 만큼 쓰러지지 않고 몸체를 지탱하기 위한 본능이다. 개중에는 뿌리를 내리기 어려운 낭떠러지나 경사가 가파른 곳에서는 지근 외에 측근(側根)이 생겨 한쪽으로 쓰러지지 않게 반대쪽에서 뿌리부 전체를 지탱해 주기도 한다.
꽃은 발육 조건이 좋다고 가정할 경우 발아 후 6~7년째 되어야 첫 꽃이 열리고 2~3개의 씨앗이 생산된다. 두 번째 꽃이 열릴 때는 6~10개의 씨앗이 생긴다. 새나 짐승 등이 열매를 먹은 뒤, 과육은 소화하고 단단한 씨앗을 배설물로 배출하는데, 이 배출된 부분이 땅에 뿌리를 내리고 자라게 된다.
산삼의 성장 속도는 매우 느리다. 이는 산삼의 탄소 동화 작용 속도가 느리기 때문이다. 증언에 따르면 47년산 산삼의 무게가 고작 58그램에 불과했다고 하는데, 이는 초기 씨앗의 무게에 대비하여 빠른 속도로 자라는 여타 식물과 비교하면 매우 작은 성장비율이다.

### 휴면
산삼의 특이점 중 하나가 이 휴면(休眠) 상태이다. 휴면은 산삼이 생존에 위협을 가할 수 있는 외부 요인이 발생할 때 자기 보호 수단으로 발동하는 것으로 추측하기도 하나, 정확한 원인 및 검증된 휴면 기간 연구 결과는 아직 없다. 예를 들어 벌목으로 빛을 가리던 나무들이 사라져 일사량이 증가할 때, 또는 나무가 지나치게 무성해져 빛이 약해질 때, 토양의 수분이 과다하게 늘어날 때, 또는 그 반대로 물기가 지나치게 줄어들 때, 땅의 얼음이 덜 녹아 뿌리를 뻗기에 지나치게 차가울 때, 병충해로 지상부에 상처를 입었을 때, 역시 지상부를 동물에게 뜯어먹혀 상처를 입었을 때, 산불로 잎과 줄기가 타 버렸을 때 등이 산삼이 휴면 상태로 자신을 보호하게 되는 원인이라고 한다.
휴면 상태가 되면 산삼의 뿌리 부분은 딱딱해지면서 색은 검은 갈색으로 되고 무게는 가벼워진다. 지근(支根)은 떨어져 나간다.
러시아 학자의 연구에 따르면, 산삼은 6년에서 최대 24년 동안이나 휴면 상태를 유지하며 그동안 성장하지 않는다고 한다. 저서에 따라서는 2~3년으로 기록한 경우도 있다.

## 효능
산삼 뿌리는 예전부터 만병통치약으로 취급되었다. 그러나 산삼의 효능은 과학적으로 제대로 분석된 바가 없다. 치료 효과에 대한 연구는 기초적인 성분 분석물 비교를 제외하고 거의 이루어지지 않았다. 이는 순수한 자연산 산삼의 시료를 구하기가 매우 힘들고, 구하더라도 무엇이 자연산 산삼이고 무엇이 인공적으로 가공한 인삼인지 기준을 세우기가 어렵기 때문이다. 과학적 분석이 없기 때문에 산삼의 치료 효과는 민간 전승이나 심마니들의 지식 및 증언에 크게 의존하고 있다. 따라서 그 효능이 지나치게 과장된 면이 있으며, 주술적, 미신적인 경우도 있다. 대표적인 것이 "산삼은 오래된 것일수록 약효가 뛰어나다."라는 것이다. 이는 의학적 근거가 없는 주장이다.
한국산 약재의 효능을 기록했던 기록물들이 심 또는 인삼으로 표시했던 것들은 현대의 재배종 인삼이 아니라 자연 상태의 산삼이다. 이는 현대 인삼의 효능이 과거 기록물의 그것에 크게 못 미치는 것을 통해 알 수 있다. 현대의 산삼 개체수가 워낙 적어 그 효과를 통계적으로 수집하기가 힘들어졌기 때문에, 과거 자료를 이용하여 그 효능을 예측할 수밖에 없다. 다만 지금까지 비공식적(일부 공식적)으로 알려진 산삼의 효과는 다음과 같다.
- 원기 회복/ 당뇨병 치료 / 항암 작용 / 노화 예방 / 성기능 활성화 촉진 / 발기부전 치료[32] / 혈압 정상화 / 치매 초기증세 예방 / 비염 치료 / 중추신경계 흥분 및 진정 효과 / 뇌기능 증진 / 면역 기능 조절 / 간 기능 증강 / 심혈관 장애 및 동맥 경화 치료 / 갱년기 장애 치료 / 골다공증 예방 / 위궤양 및 염증 치료 / 마약 중독 증세 치료 / 신장 기능 장애 치료 / 항산화 활성작용 / 방사선 장애 방어효과[33]

산삼을 섭취하면 사람에 따라 차이가 나기는 하나 명현작용으로 부르는 일종의 '치료 효과'가 발현된다. 이는 술에 취한 듯 판단력이 흐려지거나, 몸에 후끈거리는 화기(火氣)가 올라오거나, 가볍게 인사불성 증세를 겪거나, 피부에 붉은 반점이 올라오거나, 깊은 잠을 자거나, 공중에 붕 뜬 느낌을 받거나, 과거에 경험했던 통증이나 질병이 재발하나 상쾌함이 동반되는 등 다양하다.
다만 선기능만 있는 것이 아니라 사람에 따라 부작용이 발생할 수도 있다. 부작용을 명현 작용으로 착각하는 경우도 있는데, 이는 치료 대상자가 산삼의 효능을 맹신하기 때문에 빚는 사고이다. 대표적인 부작용은 다음과 같다.
- 고열 증세 / 가슴이 답답해짐 / 구토 / 어지러움증 / 코피를 흘림 / 두통이 옴 / 설사가 계속 남[35]

다음과 같은 경우 복용을 금지해야 한다.
- 급성 신장염, 급성 간염 환자에게 부작용 / 임산부 및 산모 섭취시 위험할 수 있음[33]

산삼은 따는 시기에 따라 그 효과가 다른데, 이는 산삼 내 들어 있는 영양분이 계절에 따라 차이가 나기 때문이다. 봄삼, 여름삼, 가을삼 셋으로 구별하는데, 이 중 늦게 채집한 가을삼을 황절(黃節)이라고 하여 최고로 친다. 봄삼의 경우 줄기와 잎이 연한 시기이므로 뿌리와 함께 지상부를 달여 먹거나 따로 지상부만 나물로 먹는다. 여름삼은 일단 캔 뒤 뿌리만 물이끼로 싸서 촉촉하게 유지시키고, 지상부 부분이 마르면 뿌리만 먹는다. 가을삼은 지상부가 말라 죽고 영양분이 뿌리에 다 모여 있어 약효가 가장 뛰어난 상태이다.

## 산삼 시장
산삼은 신비의 약초라는 말과 같이 많은 사람들이 그 효능을 경험하고자 시장에서 그 수요가 지속적이며, 인삼, 홍삼, 장뇌삼 등 산삼의 효능을 직간접적으로 얻고자 대체하는 경우가 많다. 이를 기반으로 산업시장에서도 산삼관련 다양한 제품들이 출시되고 있다.

### 식품 분야
가장 일반적으로 산삼 또는 산삼씨앗을 이용한 장뇌삼,산양삼,천종산삼 등 산삼 자체를 수삼(인삼을 땅에서 캐어내 말리지 않은 상태)과 같이 그대로 판매하는 식품형태와, 이 외 가공방식을 이용하여 가공식품으로 출시되고 있다.
- 식품 : 땅에서 수확한 상태를 그대로 판매함
- 산삼배양근 : 산삼의 뿌리를 인공적으로 배양한 후 배양근 상태 또는 분말, 액상으로 가공하여 판매.[37]
- 산삼줄기세포 : 산삼의 주요성분을 함유한 세포를 분리-배양하여 산삼줄기세포에 함유된 산삼의 유효성분을 함유 시킨 가공식품.[38]

### 화장품 분야
산삼의 성분을 이용한 화장품이 출시되고 있다. 그러나 산삼약효의 컨셉만을 이용한 허위과대광고를 하는 업체로 인해 식품의약안전처의 집중단속 대상이 되고있다.

### 제약분야
산삼의 약효를 이용한 암,당뇨,고혈압,고지혈증,치매 등 을 위한 천연물 신약을 연구 개발중이다.

## 채집 문화
산삼을 채취할 수 있는 시기는 4월 중순부터 11월 초까지이다. 산삼은 예전부터 희소성으로 그 가치가 높았기 때문에, 한국에는 전문적으로 산삼만을 찾아 돌아다니는 소위 심마니들이 있어 왔다. 이들은 산삼 채집 과정에 토속 신앙을 엮어서 독특한 생활방식과 채취의식을 지켰으며, 심마니들만이 사용하는 특수한 은어를 만들었다. 예로, 이들은 입산 날짜를 정하면 산에 들어가는 날까지 고기를 먹지 않거나 살생을 금하였으며, 집을 떠나거나 입산 장소 민가에서 머물 때에는 인사 등을 일체 하지 않는다. 입산일에는 산신제, 수배제, 어인선생제 의식을 거행한다. 이후 산삼을 발견했을 때도 산삼 분배 및 소유권에 대한 심마니들만의 규칙이 있다. 산삼 획득 후 감사의 표시로 산신제를 올린다. 이들은 산삼을 캘 때 가는 뿌리(지근, 支根)가 다치지 않도록 조심해서 채취하는데, 이는 지근이 끊어지는 등 다치면 산삼이 놀라며 이를 먹은 사람도 놀란다고 믿고 있기 때문이라 한다. 같은 이유로 지근이 끊어진 산삼은 제 값을 받지 못한다.

### 삼령
산삼의 수명이 얼마나 되는지 검증이 되지 않았기 때문에, 시중에 팔리는 산삼의 나이(삼령, 蔘齡)는 검증 없이 부풀려지는 경우가 많다(백 년 단위로 불리는 때도 많다). 산삼의 나이를 아는 방법으로 기존에 널리 퍼진 방법은 네 가지이다.
1. 뇌두: 뇌두는 줄기가 붙어 있다가 말라 죽은 흔적이다. 뇌두 1개당 1년 나이로 칠 수 있다는 믿음이 퍼져 있다.
2. 황취: 황취는 산삼의 몸에 난 가락지 비슷한 흔적이다. 이 개수로 나이를 알 수 있다고 한다.
3. 줄기와 잎: 산삼은 나이가 많아질수록 지상부의 줄기와 줄기 하나마다 난 잎의 수가 많아진다고 한다.
4. 옥주: 산삼의 지근에 좁쌀처럼 달라붙은 동그란 마디. 역시 이 수가 많을수록 오래된 산삼이라고 한다.[45]

그러나 다음과 같은 이유로 위 방법들은 정확하지 않다는 지적이 나오고 있다.
1. 뇌두: 줄기가 말라 죽고 나서 뿌리의 다른 곳에서 나지 않고, 이전 뇌두 자리에서 다시 줄기가 이듬해 나오는 경우도 있다. 휴면 기간이 포함되어 있기도 하기 때문에 실제 연령과 뇌두 개수는 맞아떨어지지 않는다. 적당한 양의 토양이 뿌리 위를 덮을 경우 뇌두가 길어질 수도 있다.[47]
2. 황취: 토양의 수분 함유량 변화에 따라 황취는 어느 해는 생길 수도 있고 어느 해는 생기지 않을 수도 있다. 뇌두와 마찬가지로 흙이 뿌리 위를 덮을 경우 황취 수가 많아질 경우가 있다. 경우에 따라서는 황취가 생기지 않을 수 있다.
3. 줄기와 잎: 생육 조건이 좋으면 같은 연령이라도 줄기가 더 발달하고, 잎의 수가 더 많을 수 있다.[45]

### 명산
유명한 산이 따로 있으며 이런 산에서 딴 산삼은 여타 장소에서 채집한 산삼보다 더 영험한 효과가 있다는 주장이 있는데, 이 역시 근거 없는 믿음이다. 산지와 무관하게 한반도의 산삼은 똑같은 성분 및 효과를 갖고 있다.

### 가짜 산삼
중국에서 생산된 장뇌삼을 대한민국 업주들이 불법 수입한 뒤 국내에 심어 국내산 산삼으로 속여 판매하는 경우가 많아 주의가 요구된다. 이러한 위품(僞品)들이 성행하는 이유는 국가에서 공인한 전문 산삼감정사가 없기 때문이다.

### 민간 설화
산삼은 그 희귀성과 효용성 때문에 오래전부터 한국의 각종 설화의 소재가 되었다. 이들 설화 내에서 산삼은 '행운을 가져다 주는 신비한 대상'으로 묘사되었다.

## 같이 보기
- 산삼학회